# سیارک ۲۸۸۵
سیارک ۲۸۸۵ (به انگلیسی: 2885 Palva، نامگذاری:1939TC) دو هزار و هشتصد و هشتاد و پنجمین سیارک کشف شده‌است که در ۷ اکتبر ۱۹۳۹ کشف شد.
قدر مطلق سیارک برابر ۱۴٫۱۰ است.